# Xenochaetina porcaria
Xenochaetina porcaria är en tvåvingeart som först beskrevs av Fabricius 1805.  Xenochaetina porcaria ingår i släktet Xenochaetina och familjen lövflugor. Inga underarter finns listade i Catalogue of Life.